# Sanaungulus
Sanaungulus – wymarły rodzaj chrząszczy z rodziny omomiłkowatych. Obejmuje dwa opisane gatunki. Żyły w kredzie na terenie współczesnej Mjanmy.

## Taksonomia
Rodzaj i wszystkie jego gatunki opisane zostały po raz pierwszy w 2018 roku przez Fabrizia Fantiego, Andersa Letha Damgaarda i Siegharda Ellenbergera na łamach „Cretaceous Research”. Opisów dokonano na podstawie inkluzji w bursztynie birmańskim, odnalezionych w dolinie Hukawng, w kopalni Aung Bar Maw w gminie Tanai i dystrykcie Myitkyina na terenie birmańskiego stanu Kaczin. Skamieniałości datowane są na wczesny cenoman. Nazwę rodzajową nadano na cześć San Aunga, słynnego handlarza burmitu.
Rodzaj ten obejmuje opisane gatunki. Gatunkiem typowym wyznaczono Sanaungulus curtipennis. Jego epitet gatunkowy oznacza po łacinie „krótkoskrzydły”. Drugim gatunkiem jest Sanaungulus ghitaenoerbyae. Jego epitet nadano na cześć aktorki, Ghity Nørby.

## Morfologia
Chrząszcze o wydłużonym ciele, u S. curtipennis długości 3,1 mm, a u S. ghitaenoerbyae długości 3 mm. Znacznie szersza niż dłuższa głowa jest za oczami trójkątna. Oczy złożone są okrągłe u S. ghitaenoerbyae i eliptyczne u S. curtipennis. Żuwaczki są długie i cienkie. Czteroczłonowe głaszczki szczękowe mają ostatni człon toporowaty i zaokrąglony na szczycie. Głaszczki wargowe są trójczłonowe. Czułki buduje jedenaście członów, z których pierwszy jest masywny, drugi o połowę krótszy, trzeci nitkowaty i trochę dłuższy niż poprzedni, człony od czwartego do siódmego nitkowate i z długimi wyrostkami, ósmy wydłużony i pozbawiony wyrostka, dziewiąty i dziesiąty krótkie i płaskie, a ostatni tęgi i na szczycie zaokrąglony. Przedplecze u S. curtipennis jest słabo, a u S. ghitaenoerbyae silnie poprzeczne. Zarys tarczki jest trójkątny. Pokrywy są u S. curtipennis nieco węższe, a u S. ghitaenoerbyae nieco szersze niż przedplecze, na wierzchołkach u obu gatunków zaokrąglone. Powierzchnia pokryw ma skąpe owłosienie oraz głęboko punktowane rzędy. Odnóża są bardzo długie, dłuższe niż ⅔ ciała, pokryte krótkim i gęstym owłosieniem. Mają masywne biodra, długie i lekko zakrzywione uda, szczuplejsze, lekko spłaszczone do walcowatych golenie i pięcioczłonowe stopy.